# Pedanius Dioscorides

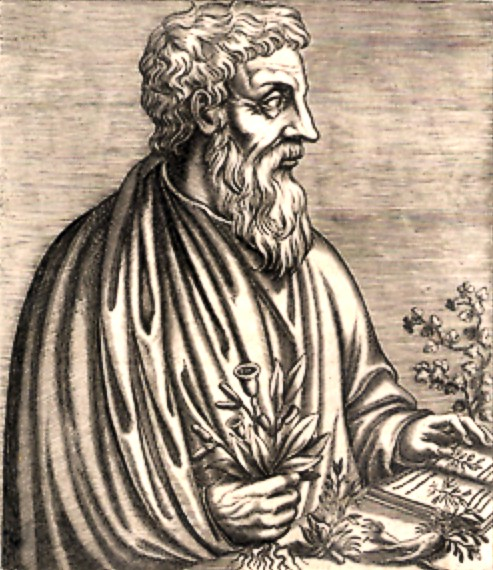
Pedanius Dioscorides

Pedanius Dioscorides (starořecky Πεδάνιος Διοσκουρίδης) byl řecký lékař, lékárník a botanik, žijící přibližně v letech 40 až 90 našeho letopočtu. Je autorem pětidílné encyklopedie (lékopisu) De materia medica o bylinném lékařství, která byla posléze jako lékopis široce používána po více než 1500 let. Kniha je v originále psána řecky.

## Život
Dioscorides se narodil v městě Anazarbus v Kilíkii v Malé Asii. Byl praktikujícím lékařem v Římě v době vlády císaře Nerona. Jako chirurg římské armády měl možnost cestovat po celé Římské říši a sbírat léčivé rostliny a minerály.

## De Materia Medica

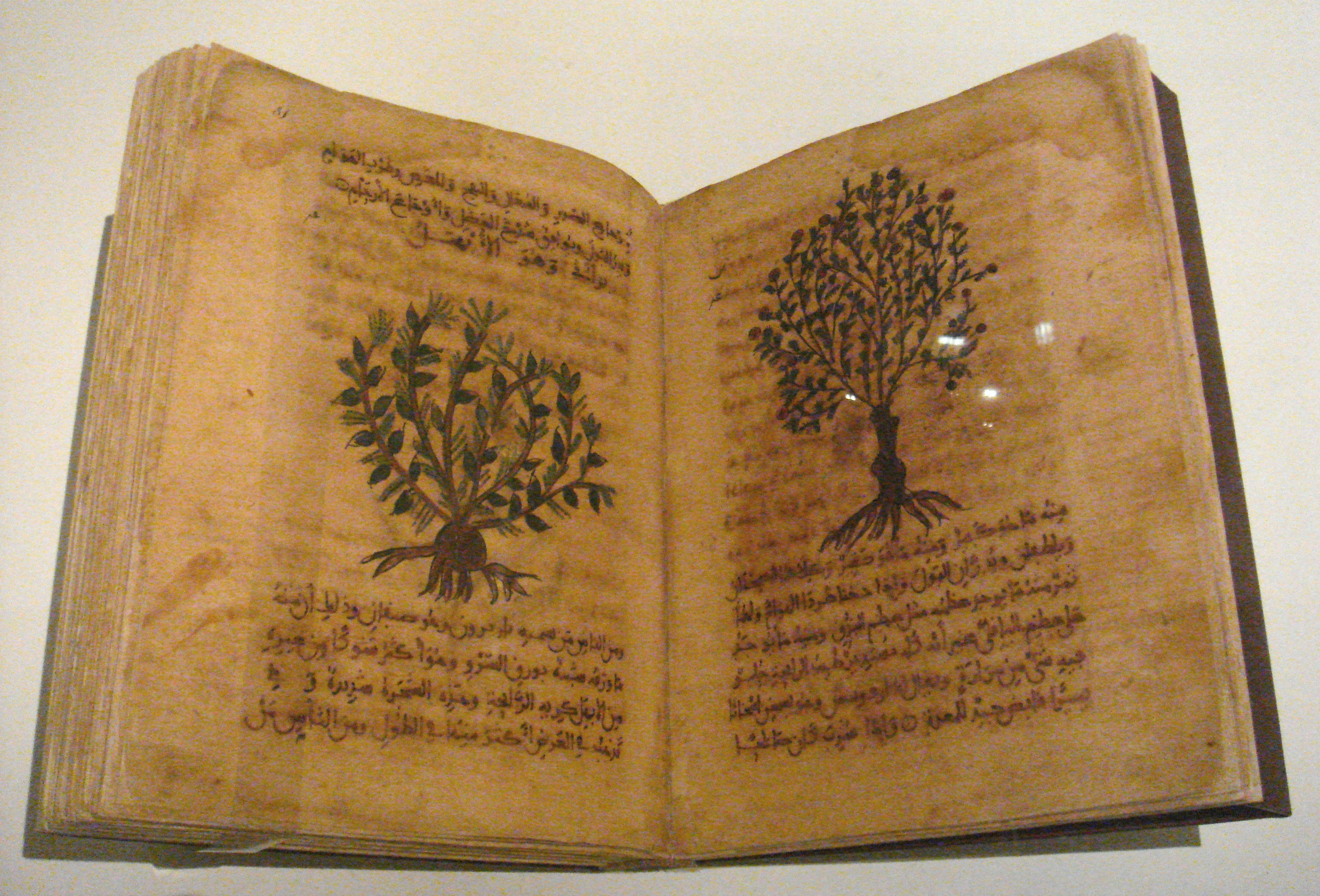
Dílo De Materia Medica v arabštině

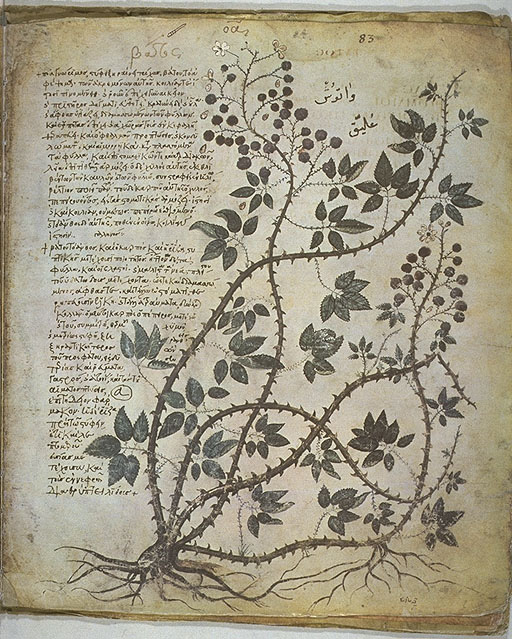
Ostružina z rukopisu Vídeňský Dioskuridés ze šestého století

V letech mezi rokem 50 a 70 našeho letopočtu napsal Dioscorides v rodné řečtině pětidílnou encyklopedii Περὶ ὕλης ἰατρικῆς, později známou v latinském překladu De Materia Medica. Tato kniha se stala předchůdcem moderních lékopisů. Ve středověku se kniha rozšířila v latinské, řecké a arabské podobě. Během přepisování v průběhu staletí byla doplňována poznámkami z arabských a indických zdrojů a do dnešních dnů se dochovalo mnoho různých ilustrovaných rukopisů. Jedním z nejznámějších je bohatě ilustrovaný tzv. Vídeňský Dioskuridés, vytvořený v Konstantinopoli v letech 512 až 513. Bohatě ilustrované arabské kopie pocházejí zejména ze 12 a 13. století. Řecké rukopisy se dochovaly zejména v Athosu.
Dílo De Materia Medica je základní historický pramen o lékařství Starověkého Řecka, Říma a dalších civilizací. Obsahuje popisy bezmála 600 rostlin. Je rovněž jediným dochovaným zdrojem názvů rostlin v Dáčtině a Thráčtině. Některé popisy rostlin v tomto díle jsou nejasné a v současnosti je již není možno s určitostí identifikovat.
V průběhu 19. století formovalo Dioscoridovo dílo evropskou farmakopeiu. Dílo se ukázalo jako nadčasové, neboť přetrvalo věky a bylo používáno generaci za generací bez ohledu na sociální a kulturní změny i proměny v lékařské vědy.

## Zajímavosti
Na počest Dioscorea byla pojmenována celá řada rostlin, např. rod Dioscorea (smldinec) a několik desítek různých druhů (např. paznehtník Acanthus dioscoridis, árón Arum dioscoridis, škarda Crepis dioscoridis aj.).